# 부기나이트 (2022년 영화)
《부기나이트》는 2022년에 개봉한 대한민국의 영화이다.

## 캐스팅
- 최귀화 : 유빈 역 - 본작의 남주인공
- 이시원 : 연주 역 - 본작의 여주인공
- 박환희 : 수경 역
- 김희정 : 경아 역
- 장혜원 : 유라 역
- 백주희 : 마담 역
- 윤진영 : 정우 역
- 이호철 : 상환 역
- 이성일 : 성철 역
- 장유화 : 멜라니 역
- 김진만 : 세일러 역
- 권오율 : 콘보이 역
- 권윤구 : 핑크팬다 역
- 백수민 : 제이 역
- 이태검 : 택시기사 역
- 남곤 : 중고거래남 역
- 유이수 : 중고거래녀 역
- 한화연 : 편의점 알바 역
- 장솔 : 나이트사내 역
- 민준기 : 경아오빠 역
- 김명선 : 부킹녀1 역
- 한지은 : 부킹녀2 역
- 박시후 : 어린 유빈 역
- 이담 : 어린 수경 역

## 참고 사항
- 최귀화와 이시원은 KBS 2TV 수목드라마 《슈츠》 이후로 5년 만에 재회하여 캐스팅 되었다.
- 최귀화와 백주희는 영화 《기방도령》 이후로 4년 만에 재회하여 캐스팅 되었다.
- 최귀화와 김진만은 영화 《범죄도시》 이후로 6년 만에 재회하여 캐스팅 되었다.
- 이시원과 김희정은 KBS 2TV 월화드라마 《후아유 - 학교 2015》 이후로 8년 만에 재회하여 캐스팅 되었다.